# Oscar-díj a legjobb vágásnak
Az Oscar-díj a legjobb vágásnak (Academy Award for Film Editing) 1935-ben került először kiosztásra. Csak a fővágókat, az úgynevezett above the line vágókat nevezik meg a díjkiosztón és kapják meg a díjat, a filmen dolgozó egyéb vágók nem. Az akadémia vágókból álló szekciójának tagjai jogosultak jelölni; 2012-ben 220 tagja volt. 2019-ben magyar tagja is lett a szekciónak, Szalai Károly személyében.

## 1930-as évek
- 1934 Eskimo – Conrad Nervig
  - Cleopatra – Anne Bauchens
  - Csak nekem dalolj (One Night of Love) – Gene Milford
- 1935 Szentivánéji álom – Ralph Dawson
  - Copperfield Dávid (David Copperfield) – Robert J. Kern
  - A besúgó (The Informer) – George Hively
  - A gályarab (Les Misérables) – Barbara McLean
  - A hindu lándzsás (The Lives of a Bengal Lancer) – Ellsworth Hoagland
  - Lázadás a Bountyn (Mutiny on the Bounty) – Margaret Booth
- 1936 Anthony Adverse – Ralph Dawson
  - Come and Get It – Edward Curtiss
  - A nagy Ziegfeld (The Great Ziegfeld) – William S. Gray
  - Lloyds of London – Barbara McLean
  - Két város meséje (A Tale of Two Cities) – Conrad A. Nervig
  - Ártatlan Theodora (Theodora Goes Wild) – Otto Meyer
- 1937 A Kék Hold völgye (Lost Horizon) – Gene Havlick, Gene Milford
  - Kár volt hazudni (The Awful Truth) – Al Clark
  - A bátrak kapitánya (Captains Courageous) – Elmo Vernon
  - Édes anyaföld (The Good Earth) – Basil Wrangell
  - Száz férfi és egy kislány (One Hundred Men and a Girl) – Bernard W. Burton
- 1938 Robin Hood kalandjai (The Adventures of Robin Hood) – Ralph Dawson
  - Alexander’s Ragtime Band – Barbara McLean
  - A nagy keringő (The Great Waltz) – Tom Held
  - Új bálványok (Test Pilot) – Tom Held
  - Így élni jó (You Can't Take It With You) – Gene Havlick
- 1939 Elfújta a szél (Gone With the Wind) – Hal C. Kern, James E. Mewcom
  - Isten vele, tanár úr! (Goodbye, Mr. Chips) – Charles Frend
  - Becsületből elégtelen (Mr. Smith Goes to Washington) – Gene Havlick, Al Clark
  - Árvíz Indiában (The Rains Came) – Barbara McLean
  - Hatosfogat (Stagecoach) – Otho Lovering, Dorothy Spencer

## 1940-es évek
- 1940 North West Mounted Police – Anne Bauchens
  - Érik a gyümölcs– Robert E. Simpson
  - A levél (The Letter) – Warren Low
  - Hosszú út hazáig (The Long Voyage Home) – Sherman Todd
  - A Manderley-ház asszonya (Rebecca) – Hal C. Kern
- 1941 York őrmester (Sergeant York) – William Holmes
  - Aranypolgár (Citizen Kane) – Robert Wise
  - Ördög az emberben (Dr. Jekyll and Mr. Hyde) – Harold F. Kress
  - Hová lettél, drága völgyünk? (How Green Was My Valley) – James B. Clark
  - A kis rókák (The Little Foxes) – Daniel Mandell
- 1942 A Yankee-k dicsősége (The Pride of the Yankees) – Daniel Mandell
  - Mrs. Miniver – Harold F. Kress
  - A csintalan úriember (The Talk of the Town) – Otto Meyer
  - This Above All – Walter Thompson
  - Yankee Doodle Dandy – George Amy
- 1943 A légierő (Air Force) – George Amy
  - Casablanca – Owen Marks
  - Öt lépés Kairó felé (Five Graves to Cairo) – Doane Harrison
  - Akiért a harang szól (For Whom the Bell Tolls) – Sherman Todd. John Link
  - Bernadette (The Song of Bernadette) – Barbara McLean
- 1944 Wilson – Barbara McLean
  - A magam útját járom (Going My Way) – Leroy Stone
  - Janie – Owen Marks
  - None but the Lonely Heart – Roland Gross
  - Mióta távol vagy (Since You Went Away) – Hal C. Kern, James E. Newcom
  - Mióta távol vagy – Hal C. Kern, James E. Newcom
- 1945 A nagy derby (National Velvet) – Robert J. Kern
  - Szent Mary harangjai (The Bells of St. Mary’s) – Harry Marker
  - Férfiszenvedély (The Lost Weekend) – Doane Harrison
  - Célpont: Burma (Objective, Burma!) – George Amy
  - A Song to Remember – Charles Nelson
- 1946 Életünk legszebb évei (The Best Years of Our Lives) – Daniel Mandell
  - Az élet csodaszép (It’s a Wonderful Life) – William Hornbeck
  - The Jolson Story – William A. Lyon
  - A gyilkosok (The Killers) – Arthur Hilton
  - Az őzgida (The Yearling) – Harold F. Kress
- 1947 Test és lélek (Body and Soul) – Francis Lyon, Robert Parrish
  - A püspök felesége (The Bishop’s Wife) – Monica Collingwood
  - Úri becsületszó (Gentleman’s Agreement) – Harmon Jones
  - Green Dolphin Street – George White
  - Egy ember lemarad/A számkivetett[6] (Odd Man Out) – Fergus McDonnell
- 1948 A meztelen város (The Naked City) – Paul Weatherwax
  - Szent Johanna (Joan of Arc) – Frank Sullivan
  - Johnny Belinda – David Weisbart
  - Vörös folyó (Red River) – Christian Nyby
  - Piros cipellők (The Red Shoes) – Reginald Mills
- 1949 Champion – Harry Gerstad
  - A király összes embere (All the King’s Men) – Robert Parrish, Al Clark
  - Csatatér (Battleground) – John Dunning
  - Iwo Jima fövenye (Sands of Iwo Jima) – Richard L. Van Enger
  - The Window – Frederic Knudtson

## 1950-es évek
- 1950 Salamon király kincse (King Solomon’s Mines) – Ralph E. Winters, Conrad A. Nervig
  - Mindent Éváról (All About Eve) – Barbara McLean
  - Annie Get Your Gun – James E. Newcom
  - Alkony sugárút (Sunset Blvd.) – Arthur Schmidt, Doane Harrison
  - A harmadik ember (The Third Man) – Oswald Hafenrichter
- 1951 Egy hely a nap alatt (A Place in the Sun) – William Hornbeck
  - Egy amerikai Párizsban (An American in Paris) – Adrienne Fazan
  - Decision Before Dawn – Dorothy Spencer
  - Quo Vadis? – Ralph E. Winters
  - The Well – Cester Schaeffer
- 1952 Délidő (High Noon) – Elmo Williams, Harry Gerstad
  - Térj vissza, kicsi Sheba! (Come Back, Little Sheba) – Warren Low
  - Flat Top – William Austin
  - A földkerekség legnagyobb show-ja (The Greatest Show on Earth) – Anne Bauchens
  - Moulin Rouge – Ralph Kemplen
- 1953 Most és mindörökké (From Here to Eternity) – William A. Lyon
  - Crazylegs – Irvine (Cotton) Warburton
  - The Moon Is Blue – Otto Ludwig
  - Római vakáció (Roman Holiday) – Robert Swink
  - Világok háborúja (The War of the Worlds) – Everett Douglas
- 1954 A rakparton (On the Waterfront) – Gene Milford
  - Zendülés a Caine hadihajón (The Caine Mutiny) – Willam A. Lyon
  - The High and the Mighty – Ralph Dawson
  - Hét menyasszony hét fivérnek (Seven Brides for Seven Brothers) – Ralph E. Winters
  - Némó kapitány (20000 Leagues Under the Sea) – Elmo Williams
- 1955 Picnic – Charles Nelson, William A. Lyon
  - Tábladzsungel (Blackboard Jungle) – Ferris Webster
  - The Bridges at Toko-Ri – Alma Macrorie
  - Oklahoma! – Gene Ruggiero, George Boemler
  - The Rose Tattoo[* 2] – Warren Low
- 1956 80 nap alatt a Föld körül (Around the World in 80 Days) – Gene Ruggiero, Paul Weatherwax
  - The Brave One – Merrill G. White
  - Óriás (Giant) – William Hornbeck, Philip W. Anderson, Fred Bohanan
  - Valaki odafönt (Somebody Up There Likes Me) – Albert Akst
  - Tízparancsolat (The Ten Commandments) – Anne Bauchens
- 1957 Híd a Kwai folyón (The Bridge on the River Kwai) – Peter Taylor
  - Újra szól a hatlövetű (Gunfight at the O.K. Corral) – Warren Low
  - Fickós Joey (Pal Joey) – Viola Lawrence, Jerome Thoms
  - Szajonara (Sayonara) – Arthur P. Schmidt, Philip W. Anderson
  - A vád tanúja (Witness for the Prosecution) – Daniel Mandell
- 1958 Gigi – Adrienne Fazan
  - Auntie Mame – William Ziegler
  - Mondvacsinált cowboy (Cowboy)[* 3] – William A. Lyon, Al Clark
  - A megbilincseltek (The Defiant Ones) – Frederic Knudtson
  - Élni akarok! (I Want To Live!) – William Hornbeck
- 1959 Ben-Hur – Ralph E. Winters, John D. Dunning
  - Egy gyilkosság anatómiája (Anatomy of a Murder) – Louis R. Loeffler
  - Észak-Északnyugat (North by Northwest) – George Tomasini
  - Egy apáca története (The Nun’s Story) – Walter Thompson
  - Az utolsó part (On the Beach) – Frederic Knudtson

## 1960-as évek
- 1960 Legénylakás (The Apartment) – Daniel Mandell
  - Alamo (The Alamo) – Stuart Gilmore
  - Aki szelet vet (Inherit the Wind) – Frederic Knudtson
  - Pepe – Viola Lawrence, Al Clark
  - Spartacus – Robert Lawrence
- 1961 West Side Story – Thomas Stanford
  - Fanny – William H. Reynolds
  - Navarone ágyúi (The Guns of Navarone) – Alan Osbiston
  - Ítélet Nürnbergben (Judgment at Nuremberg) – Frederic Knudtson
  - Apád, anyád idejöjjön! (The Parent Trap) – Philip W. Anderson
- 1962 Arábiai Lawrence (Lawrence of Arabia) – Anne Coates
  - A leghosszabb nap (The Longest Day) – Samuel E. Beetley
  - A mandzsúriai jelölt (The Manchurian Candidate) – Ferris Webster
  - The Music Man[* 4][10] de Magyarországon nem mutatták be.} – William Ziegler
  - Lázadás a Bountyn (Mutiny on the Bounty) – John McSweeney, Jr.
- 1963 A vadnyugat hőskora – Harold F. Kress
  - The Cardinal – Louis R. Loeffler
  - Kleopátra – Dorothy Spencer
  - A nagy szökés – Ferris Webster
  - Bolond, bolond világ – Frederic Knudtson, Robert C. Jones, Gene Fowler, Jr.
- 1964 Mary Poppins – Cotton Warburton
  - Becket – Anne Coates
  - Lúd atya – Ted J. Kent
  - Csend, csend, édes Charlotte – Michael Luciano
  - My Fair Lady – William Ziegler
- 1965 A muzsika hangja – William Reynolds
  - Cat Ballou legendája – Charles Nelson
  - Doktor Zsivágó – Norman Savage
  - A főnix útja – Michael Luciano
  - Verseny a javából – Ralph E. Winters
- 1966 A nagy verseny – Frederic Steinkamp, Henry Berman, Stewart Linder, Frank Santillo
  - Fantasztikus utazás – William B. Murphy
  - Jönnek az oroszok! Jönnek az oroszok! – Hal Ashby, J. Terry Williams
  - Homokkavicsok – William Reynolds
  - Nem félünk a farkastól – Sam O'Steen
- 1967 Forró éjszakában – Hal Ashby
  - Beach Red – Frank P. Keller
  - A piszkos tizenkettő – Michael Luciano
  - Doctor Dolittle – Samuel E. Beetly, Marjorie Fowler
  - Találd ki, ki jön vacsorára! – Robert C. Jones
- 1968 A chicagoi tanú – Frank P. Keller
  - Funny Girl – Robert Swink, Maury Winetrobe, William Sands
  - Furcsa pár – Frank Bracht
  - Oliver! – Ralph Kemplen
  - Wild in the Streets – Fred Feitshans, Eve Newman
- 1969 Z, avagy egy politikai gyilkosság anatómiája – Françoise Bonnot
  - Hello, Dolly! – William Reynolds
  - Éjféli cowboy – Hugh A. Robertson
  - Santa Vittoria titka – William Lyon, Earle Herdan
  - A lovakat lelövik, ugye? – Frederic Steinkamp

## 1970-es évek
- 1970 A tábornok – Hugh S. Fowler
  - Airport – Stuart Gilmore
  - MASH – Danford B. Greene
  - Tora Tora Tora – James E. Newcom, Pembroke J. Herring, Inoue Chikaya
  - Woodstock – Thelma Schoonmaker
- 1971 Francia kapcsolat – Gerald B. Greenberg
  - Az Androméda törzs – Stuart Gilmore, John W. Holmes
  - Mechanikus narancs – Bill Butler
  - Csakazértis nagypapa – Ralph E. Winters
  - Kamaszkorom legszebb nyara – Folmar Blangsted
- 1972 Kabaré – David Bretherton
  - Gyilkos túra – Tom Priestly
  - A Keresztapa – William Reynolds, Peter Zinner
  - A nagy balfogás – Frank P. Keller, Fred W. Berger
  - A Poszeidon katasztrófa – Harold F. Kress
- 1973 A nagy balhé – William Reynolds
  - American Graffiti – Verna Fields, Marcia Lucas
  - A Sakál napja – Ralph Kemplen
  - Az ördögűző – Jordan Leondopoulos, Bud Smith, Evan Lottman, Norman Gay
  - Jonathan, a sirály – Frank P. Keller, James Galloway
- 1974 Pokoli torony – Harold F. Kress, Carl Kress
  - Fényes nyergek – John C. Howard, Danford Greene
  - Kínai negyed – Sam O'Steen
  - Földrengés – Dorothy Spencer
  - Hajrá, fegyencváros! – Michael Luciano
- 1975 A cápa – Verna Fields
  - Kánikulai délután – Dede Allen
  - Aki király akart lenni – Russell Lloyd
  - Száll a kakukk fészkére – Richard Chew, Lynzee Klingman, Sheldon Kahn
  - A Keselyű három napja – Frederic Steinkamp, Don Guidice
- 1976 Rocky – Richard Halsey, Scott Conrad
  - Az elnök emberei – Robert L. Wolfe
  - Dicsőségre ítélve – Robert Jones, Pembroke J. Herring
  - Hálózat – Alan Heim
  - Rémület a stadionban – Eve Newman, Walter Hannemann
- 1977 Star Wars – Paul Hirsch, Marcia Lucas, Richard Chew
  - Harmadik típusú találkozások – Michael Kahn
  - Júlia – Walter Murch, Marcel Durham
  - Smokey és a bandita – Walter Hannemann, Angelo Ross
  - Fordulópont – William Reynolds
- 1978 A szarvasvadász – Peter Zinner
  - A brazíliai fiúk – Robert E. Swink
  - Hazatérés – Don Zimmerman
  - Éjféli expressz - Gerry Hambling
  - Superman – Stuart Baird
- 1979 Mindhalálig zene – Alan Heim
  - Apokalipszis most – Richard Marks, Walter Murch, Gerald B. Greenberg, Lisa Fruchtman
  - Fekete villám: A fekete táltos – Robert Dalva
  - Kramer kontra Kramer – Gerald B. Greenberg
  - A rózsa – Robert L. Wolfe, C. Timothy O'Meara

## 1980-as évek
- 1980 Dühöngő bika – Thelma Schoonmaker
  - A szénbányász lánya – Arthur Schmidt
  - Szerelemverseny – David Blewitt
  - Az elefántember – Anne V. Coates
  - Hírnév – Gerry Hambling
- 1981 Az elveszett frigyláda fosztogatói – Michael Kahn
  - Tűzszekerek – Terry Rawlings
  - A francia hadnagy szeretője – John Bloom
  - Az aranytó – Robert L. Wolfe
  - Vörösök – Shirley Russell
- 1982 Gandhi – John Bloom
  - A tengeralattjáró – Hannes Nikel vágó
  - E. T., a földönkívüli – Carol Littleton
  - Garni-zóna – Peter Zinner
  - Aranyoskám – Frederic Steinkamp, William Steinkamp
- 1983 Az igazak – Glenn Farr, Lisa Fruchtman, Stephen A. Rotter, Douglas Steward, Tom Rolf
  - Kék villám – Frank Morriss, Edward Abroms
  - Flashdance – Bud Smith, Walt Mulconery
  - Silkwood – Sam O'Steen
  - Becéző szavak – Richard Marks
- 1984 Gyilkos mezők – Jim Clark
  - Amadeus – Nena Danevic, Michael Chandler
  - Gengszterek klubja – Barry Malkin, Robert O. Lovett
  - Út Indiába – David Lean
  - A smaragd románca – Donn Cambern, Frank Morriss
- 1985 A kis szemtanú – Thom Noble
  - A tánckar – John Bloom
  - Távol Afrikától – Frederic Steinkamp, William Steinkamp, Pembroke Herring, Sheldon Kahn
  - A Prizzik becsülete – Rudi Fehr, Kaja Fehr
  - Szökevényvonat – Henry Richardson
- 1986 A szakasz – Claire Simpson
  - A bolygó neve: Halál – Ray Lovejoy
  - Hannah és nővérei – Susan E. Morse
  - A misszió – Jim Clark
  - Top Gun – Billy Weber, Chris Lebenzon
- 1987 Az utolsó császár – Gabriella Cristiani
  - A híradó sztárjai – Richard Marks
  - A Nap birodalma – Michael Kahn
  - Végzetes vonzerő – Michael Kahn, Peter E. Berger
  - Robotzsaru – Frank J. Urioste
- 1988 Roger nyúl a pácban – Arthur Schmidt
  - Drágán add az életed! – Frank J. Urioste, John F. Link
  - Gorillák a ködben – Stuart Baird
  - Lángoló Mississippi – Gerry Hambling
  - Esőember – Stu Linder
- 1989 Született július 4-én – David Brenner, Joe Hutshing
  - Miss Daisy sofőrje – Mark Warner
  - Azok a csodálatos Baker fiúk – William Steinkamp
  - Az 54. hadtest – Steven Rosenbloom
  - A medve – Noëlle Boisson

## 1990-es évek
- 1990 Farkasokkal táncoló – Noel Travis
  - Ghost – Walter Murch
  - A Keresztapa III. – Barry Malkin, Lisa Fruchtman, Walter Murch
  - Nagymenők – Thelma Schoonmaker
  - Vadászat a Vörös Októberre – Dennis Virkler, John Wright
- 1991 JFK – A nyitott dosszié – Joe Hutshing, Pietro Scalia
  - The Commitments – Gerry Hambling
  - A bárányok hallgatnak – Craig McKay
  - Terminátor 2 – Az ítélet napja – Conrad Buff IV, Mark Goldblatt, Richard A. Harris
  - Thelma és Louise – Thom Noble
- 1992 Nincs bocsánat – Joel Cox
  - Elemi ösztön – Frank J. Urioste
  - A síró játék – Kant Pan
  - Egy becsületbeli ügy – Robert Leighton
  - A játékos – Geraldine Peroni
- 1993 Schindler listája – Michael Kahn
  - A szökevény – Dennis Virkler, David Finfer, Dean Goodhill, Richard Nord, Dov Hoenig
  - Célkeresztben – Anne V. Coates
  - Apám nevében – Gerry Hambling
  - Zongoralecke – Veronika Jenet
- 1994 Forrest Gump – Arthur Schmidt
  - Hoop Dreams – Frederick Marx, Steve James, William Haugse
  - Ponyvaregény – Sally Manke
  - A remény rabjai – Richard Francis-Bruce
  - Féktelenül – John Wright
- 1995 Apolló 13 – Mike Hill, Daniel P. Hanley
  - Babe – Marcus D'Arcy, Jay Friedkin
  - A rettenthetetlen – Steven Rosenbloom
  - Az utolsó esély – Chris Lebenzon
  - Hetedik – Richard Francis-Bruce
- 1996 Az angol beteg – Walter Murch
  - Evita – Gerry Hambling
  - Fargo – Ethan Coen, Joel Coen
  - Jerry Maguire – A nagy hátraarc – Joe Hutshing
  - Ragyogj! – Pip Karmel
- 1997 Titanic – Conrad Biff IV, James Cameron, Richard A. Harris
  - Az elnök különgépe – Richard Francis-Bruce
  - Lesz ez még így se – Richard Marks
  - Good Will Hunting – Pietro Scalia
  - Szigorúan bizalmas – Peter Honess
- 1998 Ryan közlegény megmentése – Michael Kahn
  - Mint a kámfor – Anne V. Coates
  - Szerelmes Shakespeare – David Gamble
  - Az őrület határán – Billy Weber, Leslie Jones, Saar Klein
  - Az élet szép – Simona Paggi

A digitális, nemlineáris vágási rendszer előtérbe kerülése okán a díj nevét 1999-ben megváltoztatták Best Editing-re:
- 1999 Mátrix – Zach Sternberg
  - Amerikai szépség – Tariq Anwar
  - Árvák hercege – Lisa Zeno Churgin
  - A bennfentes – William Goldenberg, Paul Rubell, David Rosenbloom
  - Hatodik érzék – Andrew Mondshein

## 2000-es évek
- 2000 Traffic – Stephen Mirrione
  - Majdnem híres – Joe Hutshing, Saar Klein
  - Gladiátor – Pietro Scalia
  - Tigris és sárkány – Tim Squyres
  - Wonder Boys – Pokoli hétvége – Dede Allen
- 2001 A Sólyom végveszélyben – Pietro Scalia
  - A Gyűrűk Ura: A Gyűrű Szövetsége – John Gilbert
  - Egy csodálatos elme – Mike Hill, Daniel P. Hanley
  - Mementó – Dody Dorn
  - Moulin Rouge! – Jill Bilcock
- 2002 Chicago – Martin Walsh
  - New York bandái – Thelma Schoonmaker
  - Az órák – Peter Boyle
  - A Gyűrűk Ura: A két torony – D. Michael Horton
  - A zongorista – Hervé de Luze
- 2003 A Gyűrűk Ura: A király visszatér – Jamie Selkirk
  - Isten városa – Daniel Rezende
  - Hideghegy – Walter Murch
  - Kapitány és katona: A világ túlsó oldalán – Lee Smith
  - Vágta – William Goldenberg
- 2004 Aviátor – Thelma Schoonmaker
  - Collateral – A halál záloga – Jim Miller és Paul Rubell
  - Én, Pán Péter – Matt Chesse
  - Millió dolláros bébi – Joel Cox
  - Ray – Paul Hirsch
- 2005 Ütközések – Hughes Winborne
  - A remény bajnoka – Mike Hill és Dan Hanley
  - Az elszánt diplomata – Claire Simpson
  - München – Michael Kahn
  - A nyughatatlan – Michael McCusker
- 2006 A tégla – Thelma Schoonmaker
  - Babel – Douglas Crise és Stephen Mirrione
  - Az ember gyermeke – Alfonso Cuarón és Alex Rodríguez
  - A United 93-as – Clare Douglas, Richard Pearson és Christopher Rouse
  - Véres gyémánt – Steven Rosenblum
- 2007 A Bourne-ultimátum – Christopher Rouse
  - Nem vénnek való vidék – Roderick Jaynes
  - Szkafander és pillangó – Juliette Welfling
  - Út a vadonba – Jay Cassidy
  - Vérző olaj – Dylan Tichenor
- 2008 – Gettómilliomos – Chris Dickens
  - Benjamin Button különös élete – Kirk Baxter, Angus Wall
  - Frost/Nixon – Mike Hill, Daniel P. Hanley
  - Milk – Elliot Graham
  - A sötét lovag – Lee Smith
- 2009 – A bombák földjén – Bob Murawski, Chris Innis
  - Avatar – Stephen Rivkin, John Refoua, James Cameron
  - District 9 – Julian Clarke
  - Becstelen brigantyk – Sally Menke
  - Precious: A boldogság ára – Joe Klotz

## 2010-es évek
- 2010 – Social Network – A közösségi háló – Angus Wall, Kirk Baxter
  - 127 óra – Jon Harris
  - Fekete hattyú – Andrew Weisblum
  - The Fighter – A harcos – Pamela Martin
  - A király beszéde – Tariq Anwar
- 2011 – A tetovált lány – Angus Wall, Kirk Baxter
  - The Artist – A némafilmes – Anne-Sophie Bion, Michel Hazanavicius
  - Utódok – Kevin Tent
  - A leleményes Hugo – Thelma Schoonmaker
  - Pénzcsináló – Christopher Tellefsen
- 2012 - Az Argo-akció - William Goldenberg
  - Pi élete - Tim Squyres
  - Lincoln - Michael Kahn
  - Napos oldal - Jay Cassidy, Crispin Struthers
  - Zero Dark Thirty – A Bin Láden hajsza - William Goldenberg, Dylan Tichenor
- 2013 - Gravitáció - Alfonso Cuarón, Mark Sanger
  - Amerikai botrány - Jay Cassidy, Crispin Struthers, Alan Baumgarten
  - Phillips kapitány - Christopher Rouse
  - Mielőtt meghaltam - Jean-Marc Vallée, Martin Pensa
  - 12 év rabszolgaság - Joe Walker
- 2014 - Whiplash - Tom Cross
  - Sráckor - Sandra Adair
  - Kódjátszma - William Goldenberg
  - A Grand Budapest Hotel - Barney Pilling
  - Amerikai mesterlövész - Joel Cox, Gary Roach
- 2015 - Mad Max – A harag útja - Margaret Sixel
  - A nagy dobás - Hank Corwin
  - Spotlight – Egy nyomozás részletei - Tom McArdle
  - A visszatérő - Stephen Mirrione
  - Star Wars VII. rész – Az ébredő Erő - Maryann Brandon, Mary Jo Markey
- 2016 - A fegyvertelen katona – John Gilbert
  - Érkezés – Joe Walker
  - Hell or High Water – Jake Roberts
  - Holdfény – Nat Sanders és Joi McMillon
  - Kaliforniai álom – Tom Cross
- 2017 - Dunkirk – Lee Smith
  - A víz érintése – Sidney Wolinsky
  - Én, Tonya – Tatiana S. Riegel
  - Három óriásplakát Ebbing határában – Jon Gregory
  - Nyomd, Bébi, nyomd – Paul Machliss és Jonathan Amos
- 2018  – Bohém rapszódia – John Ottman
  - Csuklyások – BlacKkKlansman – Barry Alexander Brown
  - A kedvenc – Jorgosz Mavropszaridisz
  - Zöld könyv – Útmutató az élethez – Patrick J. Don Vito
  - Alelnök – Hank Corwin
- 2019  – Az aszfalt királyai  – Andrew Buckland és Michael McCusker
  - Az ír – Thelma Schoonmaker
  - Jojo Nyuszi – Tom Eagles
  - Joker – Jeff Groth
  - Élősködők – Jang Dzsinmo (Yang Jinmo)

## 2020-as évek
- 2020 – A metál csendje – Mikkel E.G. Nielsen
  - Az apa–  Yorgos Lamprinos
  - A nomádok földje – Chloé Zhao
  - Ígéretes ifjú hölgy (Promising Young Woman) – Frédéric Thoraval
  - A chicagói 7-ek tárgyalása – Alan Baumgarten
- 2021 – Dűne – Joe Walker
  - A kutya karmai közt – Peter Sciberras
  - Ne nézz fel! – Hank Corwin
  - Richard király – Pamela Martin
  - Tick, Tick... Boom! – Myron Kerstein, Andrew Weisblum
- 2022 – Minden, mindenhol, mindenkor – Paul Rogers
  - A sziget szellemei – Mikkel E. G. Nielsen
  - Elvis – Matt Villa és Jonathan Redmond
  - Tár – Monika Willi
  - Top Gun: Maverick – Eddie Hamilton
- 2023 – Oppenheimer – Jennifer Lame
  - Egy zuhanás anatómiája – Laurent Sénéchal
  - Téli szünet – Kevin Tent
  - Megfojtott virágok – Thelma Schoonmaker
  - Szegény párák – Yorgos Mavropsaridis
- 2024 – Anora – Sean Baker
  - A brutalista (The Brutalist) – Jancsó Dávid
  - Emilia Pérez – Juliette Welfling
  - Konklávé (Conclave) – Nick Emerson
  - Wicked – Myron Kerstein